# Elecciones provinciales de Río Negro de 1958
Las elecciones generales de la provincia de Río Negro de 1958 tuvieron lugar el domingo 23 de febrero del mencionado año, al mismo tiempo que las elecciones presidenciales y legislativas a nivel nacional, con el objetivo de elegir a las primeras autoridades autónomas electas después de la provincialización del Territorio nacional del Río Negro el 15 de junio de 1955. Se realizaron en el marco de la dictadura militar autodenominada Revolución Libertadora, que derrocó al gobierno constitucional de Juan Domingo Perón, proscribió al movimiento político en torno a su figura, el peronismo, y a su brazo político, el Partido Peronista (PP), por lo que se considera que la elección no fue completamente libre y justa. De acuerdo con la constitución provincial sancionada el 10 de diciembre de 1957, se debía elegir un gobernador, así como 23 escaños de una legislatura provincial mediante un sistema de lista incompleta con la provincia dividida en secciones electorales. Simultáneamente, se eligió a los gobiernos municipales y sus respectivos concejos deliberantes en las localidades que componían la provincia. Las autoridades ejecutivas y legislativas elegidas cumplirían mandato por el período 1958-1962.
El principal partido opositor antes del golpe, la Unión Cívica Radical (UCR), se dividió con respecto a qué postura tomar antes de la proscripción, siendo estas facciones los dos principales partidos en competencia: la Unión Cívica Radical Intransigente (UCRI), favorable a dialogar con el peronismo, y la Unión Cívica Radical del Pueblo (UCRP), favorable a mantener la proscripción. Poco antes de las elecciones, Perón llamó a sus partidarios desde el exilio a votar por Arturo Frondizi, candidato presidencial del radicalismo intransigente, y a los respectivos candidatos legislativos, gubernativos y municipales del partido. En Río Negro, sin embargo, la UCRI había sufrido una crisis interna y postuló a dos candidatos: Edgardo Castello, que recibió el apoyo de la «lista oficial» que llevaba a Frondizi como candidato presidencial, y Justo Epifanio, apoyado por la «UCRI - Lista Verde». Del mismo modo, muchos peronistas se mostraron reacios a votar por alguno de los dos candidatos y prefirieron apostar por el voto en blanco, utilizado en las elecciones de convencionales constituyentes del año anterior. Por lo tanto, la elección rionegrina fue mucho más competitiva que la elección nacional, en la que Frondizi triunfó ampliamente.
En última instancia, el arrastre electoral provocado por la victoria de Frondizi condujo a una estrecho triunfo para Castello, que obtuvo el 34,85% de los votos emitidos a partidos políticos autorizados, contra el 27,45% logrado por José Enrique Gadano, candidato de la UCRP. En tercer lugar quedó el Partido Demócrata Cristiano (PDC), con un 12,84%, seguido por la Lista Verde de Epifanio con un 11,87%. El Partido Socialista (PS) recogió el 5,42% y el Partido Demócrata de Río Negro (PDRN), que postuló al exgobernador territorial Adalberto Pagano como candidato, obtuvo solo el 4,44%. El Partido Demócrata Progresista (PDP) se ubicó último con el 3,13% de las preferencias. La legislatura quedó compuesta por 12 diputados de la UCRI, 9 de la UCRP, y 2 del PDC. Hubo un 23,81% de votos en blanco, así como un 2,11% de votos anulados. De este modo y a pesar de los factores adversos, el radicalismo frondicista obtuvo tanto la gobernación como la mayoría paralmentaria, aunque el plano municipal fue mucho más heterogéneo. La participación electoral fue del 86,71% del padrón registrado. Los cargos electos asumieron el 1 de mayo.
Castello no pudo completar su mandato ya que la provincia fue intervenida en marzo de 1962, luego de la victoria peronista en las elecciones provinciales de ese año.

## Antecedentes
El Territorio nacional del Río Negro fue formalmente creado por el gobierno de Julio Argentino Roca el 16 de octubre de 1884 con la división de la Gobernación de la Patagonia. Bajo este régimen, el territorio no tenía autonomía y era regido por un gobernador territorial, designado por el presidente de la Nación. De acuerdo con la legislación vigente, un territorio nacional podía tener un poder legislativo autónomo elegido por sus habitantes al superar los 30.000 habitantes, así como aspirar a la provincialización una vez superados los 60.000. Sin embargo, para la década de 1940 muchos de los territorios nacionales habían superado e incluso duplicado varias veces la cantidad de habitantes requerida para convertirse en provincias, y ni siquiera gozaban de un poder legislativo local. En el caso del territorio de Río Negro, contaba con 134.350 habitantes en el censo de 1947, más de dos veces lo necesario para ser provincializado.
Con la llegada al poder de Juan Domingo Perón, los ciudadanos de los territorios nacionales adquirieron numerosos derechos políticos, incluyendo representación delegativa en el Congreso de la Nación y la posibilidad de votar en las elecciones presidenciales. El debate por la provincialización de dichos distritos se profundizó durante la década de 1950. Perón prometió a un grupo de representantes locales de distintos territorios que enviaría al Congreso un proyecto de ley de autonomización el 5 de abril de 1955. La provincia de Río Negro fue finalmente creada el 15 de junio, dos meses más tarde, durante la última etapa del gobierno de Perón, en simultáneo con las provincias del Neuquén, Formosa, Chubut y Santa Cruz, por medio de la Ley 14.408. Emilio Belenguer, que ya ejercía como gobernador territorial desde 1949, fue designado Comisionado Federal el 1 de julio, a la espera de que se realizaran elecciones con el objetivo de promulgar una constitución provincial y configurar las instituciones electas. El proceso de normalización de la provincia se vio, sin embargo, paralizado por el golpe de Estado que tuvo lugar el 16 de septiembre de ese mismo año, que condujo al derrocamiento de Perón y a la intervención de todas las provincias, así como a la proscripción del peronismo.
La dictadura subsiguiente instaló a Gualberto Wheeler como interventor federal de facto tras el golpe, y posteriormente a Carlos S. Ramos Mejía a partir de abril de 1957. Durante su gobierno se realizaron las elecciones para convencionales constuyentes provinciales, al mismo tiempo que las nacionales. En ellas participaron las dos facciones de la Unión Cívica Radical (UCR Intransigente y UCR del Pueblo) así como el Partido Demócrata Cristiano (PDC), el Partido Socialista (PS), el Partido Demócrata Progresista (PDP), y el Partido Demócrata de Río Negro (PDRN). En las mismas destacó el alto número de votos en blanco emitidos por los peronistas descontentos, siguiendo el llamado del propio Perón a expresarse de ese modo, así como la división del voto positivo en numerosos partidos que, sumada a un sistema electoral proporcional sin un umbral de votos mínimos, llevó a una convención constituyente provincial sin mayoría partidaria. La convención inició su tarea el 31 de agosto de 1957 y, luego de veintiocho sesiones, promulgó la primera constitución de la provincia de Río Negro el 10 de diciembre del mismo año. La misma, al igual que las demás constituciones provinciales, se regía bajo el sistema republicano con un poder legislativo unicameral y establecía numerosos derechos sociales que habían sido consagrados en la constitución de 1949, abolida por el golpe de Estado contra el peronismo.

## Reglas electorales

### Cargos a elegir
La constitución promulgada el 10 de diciembre de 1957 establecía las siguientes autoridades provinciales y sus respectivos criterios de elección:
- Gobernador provincial elegido directamente por todos los ciudadanos de la provincia a simple mayoría de votos para un mandato de cuatro años sin posibilidad de reelección inmediata. La constitución de 1957 no preveía el cargo de vicegobernador provincial.
- 23 diputados provinciales elegidos por voto directo mediante el sistema de lista incompleta, con la provincia dividida en 6 circuitos electorales, cinco de ellos con 3 diputados cada uno, y la restante (correspondiente al departamento General Roca) con 8 bancas.

### Renovación legislativa
| Distrito  | Departamento        | Diputados | Diputados | Diputados |
| Distrito  | Departamento        | Total     | Mayoría   | Minoría   |
| --------- | ------------------- | --------- | --------- | --------- |
| Sección A | General Roca        | 8         | 5         | 3         |
| Sección B | Bariloche           | 3         | 2         | 1         |
| Sección C | Pilcaniyeu          | 3         | 2         | 1         |
| Sección C | Ñorquinco           | 3         | 2         | 1         |
| Sección C | Veinticinco de Mayo | 3         | 2         | 1         |
| Sección C | El Cuy              | 3         | 2         | 1         |
| Sección D | Avellaneda          | 3         | 2         | 1         |
| Sección D | Pichi Mahuida       | 3         | 2         | 1         |
| Sección E | Adolfo Alsina       | 3         | 2         | 1         |
| Sección E | Conesa              | 3         | 2         | 1         |
| Sección E | San Antonio         | 3         | 2         | 1         |
| Sección F | Valcheta            | 3         | 2         | 1         |
| Sección F | Nueve de Julio      | 3         | 2         | 1         |
| Total     | Total               | 23        | 15        | 8         |

## Candidaturas
De cara a las elecciones generales de febrero de 1958, los partidos rionegrinos experimentaron diversas crisis internas provocadas por el fuerte fraccionamiento geográfico que sufría la provincia. La UCRI, que había ganado las elecciones para convencionales constituyentes y se consideraba ampliamente como favorita para ganar los comicios provinciales, se fracturó ya durante la misma convención. El tema central no era realmente doctrinario y estaba fuera de las cuestiones nacionales, viéndose el debate centrado en la disputa por la instalación de la capital en las ciudades de Viedma o General Roca, las dos urbes más pobladas de la provincia ubicadas en distintos puntos de Río Negro. Los bloques políticos de la convención se dividieron en un Comité Pro Roca Capital y un Comité Pro Viedma Capital. La UCRP y un sector minoritario de la UCRI apoyaron la propuesta de instalar la capital en General Roca, mientras que la mayoría de la UCRI y la Democracia Cristiana apoyaron mantenerla en Viedma. El Partido Socialista adoptó una postura neutralista y propuso como capital a la localidad de Choele Choel, ubicada en el departamento Avellaneda, prácticamente entre las dos ciudades disputadas, y que ya había sido brevemente capital del entonces territorio nacional entre 1899 y 1900.
Dentro de la UCRI, una facción del radicalismo intransigente de General Roca propuso exigir que el roquense Justo Epifanio, hasta entonces presidente del comité provincial, fuera el candidato a gobernador del partido a cambio de aceptar que la capital se mantuviera en Viedma. Ante el rechazo de tal idea por parte de otro sector, encabezado por José María Guido y la mayoría de la seccional viedmense del partido, el radicalismo intransigente disolvió su bloque en la convención constituyente. Guido explicó su proceder al evitar la candidatura de Epifanio en una carta al presidente del partido en el orden nacional y candidato presidencial, Arturo Frondizi, alegando que la «oligarquía del Alto Valle» intentaba debilitar el naciente sistema de partidos de la provincia para que la disputa continuara centrándose en cuestiones localistas y no se lograra consolidar una identidad provincial rionegrina. El comité nacional intervino el comité rionegrino, y el sector ligado a Guido continuó durante las siguientes semanas presionando para lograr el retiro de convencionales favorables al traslado de la capital a General Roca, facilitando que esta se mantuviera en Viedma. Sin embargo, la división del partido no cesó y este concurrió dividido a las elecciones. El sello oficial del partido, que llevaba también a Frondizi como candidato presidencial, postuló al viedmense Edgardo Castello, mientras que el sector ligado a la localidad de General Roca postuló a Epifanio bajo la "Lista Verde".
El justicialismo depuesto se encontraba desorganizado después del derrocamiento y estaba impedido de presentarse a las elecciones. Existió un intento de postular la candidatura a gobernador del dirigente Carlos Enrique Díaz Vera por medio del «Partido Blanco», formación fundada poco después del golpe de Estado. Sin embargo, ante las impugnaciones presentadas por otros partidos, alegando que Díaz Vera era «parte del régimen depuesto», la Justicia Electoral desestimó su candidatura. Dirigentes peronistas destacados de Río Negro, como el exgobernador territorial Emilio Belenguer, el propio Díaz Vera y el futuro candidato a gobernador Arturo Amadeo Llanos fueron víctimas del proceso de «desperonización» impulsado por la dictadura militar, al punto que fueron borrados numerosos registros de sus biografías y sus nombres eliminados de la historia oficial de la provincia.

## Campaña
La Lista Verde de la UCRI hizo campaña acusando a la dirigencia interventora y a Guido de haber coptado el partido por medio de prácticas fraudulentas, y de ser el representante legítimo de la intransigencia. Sin embargo, no apoyó de manera frontal la candidatura presidencial de Frondizi y centró prácticamente todo su discurso en cuestiones locales, principalmente en la capitalidad. La UCRP, con el roquense José Enrique Gadano como candidato, intentó al máximo beneficiarse de la división de la UCRI, logrando que en diciembre de 1957 la provincia recibiese la visita de Ricardo Balbín, candidato presidencial del partido, que realizó una gira por casi todas las cabeceras departamentales. Recibió el apoyo del Diario Río Negro, ubicado en la capital y que actuó como órgano de propaganda para el radicalismo del pueblo, otorgando escasa cobertura al proselitismo de otros partidos. Los partidos políticos demostraron claramente su postura geográficamente desigual en la forma en la que realizaron campaña: la UCRP prácticamente no hizo campaña en Viedma y centró casi todos sus esfuerzos en General Roca y el norte de la provincia, mientras que la UCRI, aunque sí realizó algunos actos en General Roca, lo hizo evitando gastar demasiados recursos y enfrentando numerosos problemas. Durante un acto en el que estuvo presente no solo Castello, sino el candidato a vicepresidente Alejandro Gómez, partidarios de la Lista Verde aparecieron e impidieron ruidosamente hablar a los oradores. La UCRP, el socialismo y la Lista Verde acusaron conjuntamente a la UCRI y a la Democracia Cristiana de haberse beneficiado de las intervenciones federales y de ser «patrones disfrazados de obreristas». La campaña de Gadano propuso, como contrapartida, la reforma agraria, el aprovechamiento hidroeléctrico, y la explotación minera de los yacimientos de hierro presentes en Sierra Grande.
Con la elección casi absolutamente polarizada por la cuestión de la capitalidad, en esencia los partidos demostraron un consenso fáctico con respecto a varios temas. La mayoría de los partidos apoyaban el "Plan Integral de Saneamiento del Alto Valle", comprendido por los siguientes puntos: la construcción de redes de agua potable y cloacas; la pavimentación de la Ruta Nacional 22; la instalación de un puerto en San Antonio Oeste; la mejora de la infraestructura turística, hotelera y vial en Bariloche; la construcción de poniclínicos regionales en General Roca, Viedma y Bariloche; y la construcción de más escuelas primarias. El radicalismo intransigente propuso, a su vez, que la constitución provincial fuese sometida a una consulta popular una vez promulgada para garantizar su legitimidad, poniendo de manifiesto la «situación particular» en la que se encontraba el país con la «proscripción de fuerzas políticas». Dicho argumento, que fue tajantemente rechazado por los partidos antiperonistas, tenía como objetivo cotejar el voto justicialista proscripto. Este voto se hizo más difícil de captar en el caso rionegrino, pues el peronismo intentó postular a Carlos Enrique Díaz Vera bajo el sello del "Partido Blanco" (en referencia a los votos en blanco), desoyendo los llamados de Perón desde el exilio primeramente decretando la abstención y luego a votar por la UCRI. Sin embargo, la candidatura fue desestimada por la justicia electoral y de este modo la fuerza decretó la abstención, por lo que sus afiliados prefirieron, en su mayoría, votar en blanco que apoyar a Castello.

## Resultados

### Gobernador
Finalmente, las elecciones tuvieron lugar el 23 de febrero en una atmósfera tranquila. A pesar de las condiciones adveras, en última instancia el viraje nacional en favor de la UCRI luego del repentino apoyo de Perón días antes de los comicios bastó para que Castello resultase electo gobernador por estrecho margen recibiendo el 34,85% de los votos positivos. Sin embargo, una elevada cantidad de ciudadanos votaron en blanco (23,81%) y aún más lo hicieron en la elección presidencial, donde esta última opción fue la más votada, mientras que a nivel provincial la UCRI oficial fue la fuerza con más votos. El radicalismo del pueblo se ubicó en segundo puesto entre los candidatos, con un 27,45% del voto positivo, y la Democracia Cristiana obtuvo el 12,84%. La Lista Verde, con un 11,87% de los sufragios, no tuvo éxito en consagrar ningún diputado, principalmente porque la UCRP absorbió la mayoría del voto contrario tanto a al UCRI oficial como a la capitalidad viedmense.
|  | 34,85 % |

|  | 27,45 % |

|  | 12,84 % |

|  | 11,87 % |

|  | 5,42 % |

|  | 4,44 % |

|  | 3,13 % |

|  | 74,08 % |

|  | 23,81 % |

|  | 2,11 % |

|  | 100 % |

|  | 86,71 % |

### Legislatura Provincial

#### Resultado general
El sistema mayoritario de lista incompleta empleado en la elección, abandonando la anterior representación proporcional por listas, funcionó para alentar la existencia de un bipartidismo, obstaculizando enormemente el ingreso de fuerzas menores al legislativo provincial. Del mismo modo, pareció estar diseñado para beneficiar a los partidos favorables a mantener la capital en Viedma: la distribución de escaños favoreció al sur de la provincia, donde la UCRI y el PDC habían logrado sus mejores resultados en la elección de convencionales constituyentes, mientras que concentró la mayor cantidad de escaños norteños en una sola circunscripción en General Roca, lo que llevó a que solo la UCRI y la UCRP obtuvieran escaños en dicha región, en la que la UCRP y el PS habían dominado los comicios de 1957. La legislatura quedó de este modo compuesta por 12 diputados de la UCRI, garantizando una estrecha mayoría parlamentaria propia, 9 diputados de la UCRP, y 2 del PDC, que lograron minorías en el sur. En conjunto, los tres partidos representados lograron únicamente el 55,67% de los votos emitidos, y el 77,08% de los votos a partidos políticos.
|  | 35,24 % |

|  | 28,51 % |

|  | 13,33 % |

|  | 9.58 % |

|  | 5,80 % |

|  | 4,16 % |

|  | 3,26 % |

|  | 0,12 % |

|  | 70,57 % |

|  | 23,81 % |

|  | 5,62 % |

|  | 100 % |

|  | 86,71 % |

#### Por distritos electorales
|  | 35,32 % |

|  | 27,24 % |

|  | 16,71 % |

|  | 7,93 % |

|  | 6,00 % |

|  | 4,34 % |

|  | 2,46 % |

|  | 100 % |

|  | 42,45 % |

|  | 23,37 % |

|  | 10,48 % |

|  | 7.84 % |

|  | 6,71 % |

|  | 6,01 % |

|  | 3,15 % |

|  | 100 % |

|  | 41,01 % |

|  | 27,35 % |

|  | 24,66 % |

|  | 3,19 % |

|  | 1,89 % |

|  | 1,03 % |

|  | 0,86 % |

|  | 100 % |

|  | 36,37 % |

|  | 32,99 % |

|  | 13,36 % |

|  | 7,93 % |

|  | 5,32 % |

|  | 2,07 % |

|  | 1,69 % |

|  | 0,27 % |

|  | 100 % |

|  | 45,48 % |

|  | 21,27 % |

|  | 16,50 % |

|  | 9,17 % |

|  | 4,56 % |

|  | 2,63 % |

|  | 0,39 % |

|  | 100 % |

|  | 47,65 % |

|  | 29,42 % |

|  | 11,11 % |

|  | 7,93 % |

|  | 1,93 % |

|  | 1,45 % |

|  | 0,44 % |

|  | 0,08 % |

|  | 100 % |

1. ↑  No se incorporó. Lo reemplaza José Concetti, quien renunció el 20 de mayo de 1958, siendo finalmente reemplazado por Ismael A. Basse.[7]
2. ↑  No se incorporó al ser elegido Senador Nacional. Lo reemplaza Ignacio Piñero.[8]

## Elecciones municipales

### Resumen general
En consonancia con las elecciones de autoridades nacionales y provinciales, se realizaron comicios para los Concejos Deliberantes de los doce municipios entonces existentes en la provincia, conocidos como «municipios históricos». No existía por entonces el cargo de intendente municipal, y el ejecutivo era asumido por el concejal que encabezara la lista mayoritaria en el cuerpo legislativo. Al igual que en las demás elecciones, la Unión Cívica Radical Intransigente tuvo una victoria general, imponiéndose en ocho de las doce localidades, mientras que la Unión Cívica Radical del Pueblo se ubicó en el segundo puesto y se impuso en las otras cuatro localidades, siendo sus mayores victorias en Choele Choel (único lugar donde obtuvo mayoría absoluta de votos) y General Roca, donde Carlos Christian Nielsen asumió como presidente del Concejo. El mayor triunfo de la UCRI fue en El Bolsón con el 67,54% de los votos positivos, seguido por Ingeniero Jacobacci con el 62,26% y Viedma, la capital provincial, con el 56,33%. La Lista Verde de la UCRI se ubicó en segundo puesto en General Roca y en Choele Choel, distritos donde ganó la UCRP. En esta última ciudad, la UCRI no se presentó, por lo que el radicalismo del pueblo fue la única formación en disputar todos los distritos.
| Municipio               | Intendente electo        | Partido | Partido                            |
| ----------------------- | ------------------------ | ------- | ---------------------------------- |
| Allen                   | Genaro Rodríguez Funes   |         | Unión Cívica Radical Intransigente |
| Choele Choel            |                          |         | Unión Cívica Radical del Pueblo    |
| Cinco Saltos            |                          |         | Unión Cívica Radical del Pueblo    |
| Cipolletti              |                          |         | Unión Cívica Radical del Pueblo    |
| El Bolsón               | Mario Ernesto Marques    |         | Unión Cívica Radical Intransigente |
| General Roca            | Carlos Christian Nielsen |         | Unión Cívica Radical del Pueblo    |
| San Carlos de Bariloche | Osiris Z. Sacido         |         | Unión Cívica Radical Intransigente |
| San Antonio Oeste       | Celso R. Bresciano       |         | Unión Cívica Radical Intransigente |
| Viedma                  | Guillermo Humble         |         | Unión Cívica Radical Intransigente |
| Villa Regina            | Sebastián Cerdá          |         | Unión Cívica Radical Intransigente |

### Desglose por municipio
|  | 35,08 % |

|  | 24,15 % |

|  | 16,56 % |

|  | 9,67 % |

|  | 9,53 % |

|  | 5,03 % |

|  | 50,08 % |

|  | 39,97 % |

|  | 9,95 % |

|  | 33,49 % |

|  | 30,56 % |

|  | 22,94 % |

|  | 7,71 % |

|  | 5,30 % |

|  | 25,75 % |

|  | 25,58 % |

|  | 22,99 % |

|  | 9,21 % |

|  | 5,59 % |

|  | 3,85 % |

|  | 3,85 % |

|  | 3,19 % |

|  | 67,54 % |

|  | 17,45 % |

|  | 15,01 % |

|  | 45,77 % |

|  | 18,86 % |

|  | 16,41 % |

|  | 6,31 % |

|  | 6,00 % |

|  | 3,40 % |

|  | 3,25 % |

|  | 62,26 % |

|  | 30,28 % |

|  | 7,46 % |

|  | 43,00 % |

|  | 28,56 % |

|  | 24,55 % |

|  | 3,89 % |

|  | 40,57 % |

|  | 18,34 % |

|  | 18,23 % |

|  | 14,75 % |

|  | 8,11 % |

|  | 34,74 % |

|  | 26,02 % |

|  | 13,82 % |

|  | 9,86 % |

|  | 7,18 % |

|  | 5,03 % |

|  | 3,35 % |

|  | 56,33 % |

|  | 26,58 % |

|  | 12,07 % |

|  | 5,02 % |

|  | 33,95 % |

|  | 26,64 % |

|  | 11,91 % |

|  | 10,85 % |

|  | 7,17 % |

|  | 6,49 % |

|  | 2,99 % |